# Un disco per l'estate 1998
L'edizione '98 del Disco per l'estate fu condotta per il secondo anno consecutivo da Paolo Bonolis e Renato Zero con la partecipazione di Gessica Gusi come valletta e si tenne per tre giorni dal 30 giugno al 2 luglio 1998 al Piazzale Roma di Riccione. I cantanti in gara erano dodici, in un'unica categoria denominata Big.
Vinsero i cantautori Max Gazzè e Niccolò Fabi con la canzone Vento d'estate.

## Elenco dei partecipanti

### Big

#### Martedì 30 giugno
- Alex Baroni: Onde
- Annalisa Minetti: Mi spengo senza te
- Gatto Panceri: Stellina
- Loredana Bertè: Portami con te
- Mietta: Angeli noi
- Neri per Caso: Quello che vuoi

Ospiti: 
- Patty Pravo: Les etrangers
- 883: medley (Come mai, Nord sud ovest est e Hanno ucciso l'uomo ragno)[4]
- Spagna: Lay da da

#### Mercoledì 1 luglio
- Max Gazzè e Niccolò Fabi: Vento d'estate
- Massimo Di Cataldo: Senza di te
- Luca Laurenti: Innamorarsi noi
- Paola Turci: Fammi battere il cuore
- Ragazzi Italiani: Chiamandoamando
- Syria: Station Wagon

Ospiti:
- All Saints: medley
- Biagio Antonacci: Mi fai stare bene
- Nek: Se io non avessi te

#### Giovedì 2 luglio
Nella serata finale si sono esibiti tutti i dodici partecipanti.
Ospiti:
- Renzo Arbore & l'Orchestra Italiana: Insalata 'e mare
- Michele Zarrillo: Una rosa blu
- Pooh: medley (Non lasciarmi mai più, Notte a sorpresa, Canterò per te, L'ultima notte di caccia, Uomini soli e Chi fermerà la musica)
- Angelo Branduardi: Il dito e la luna